# Illawarra
Illawarra là một chi nhện trong họ Hexathelidae.

## Hình ảnh

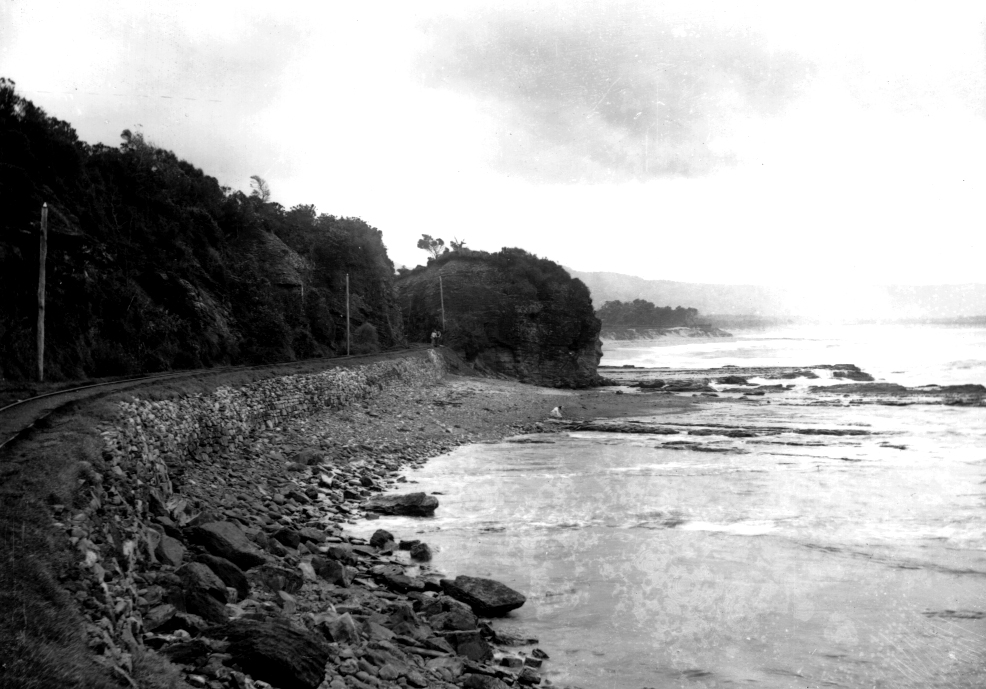
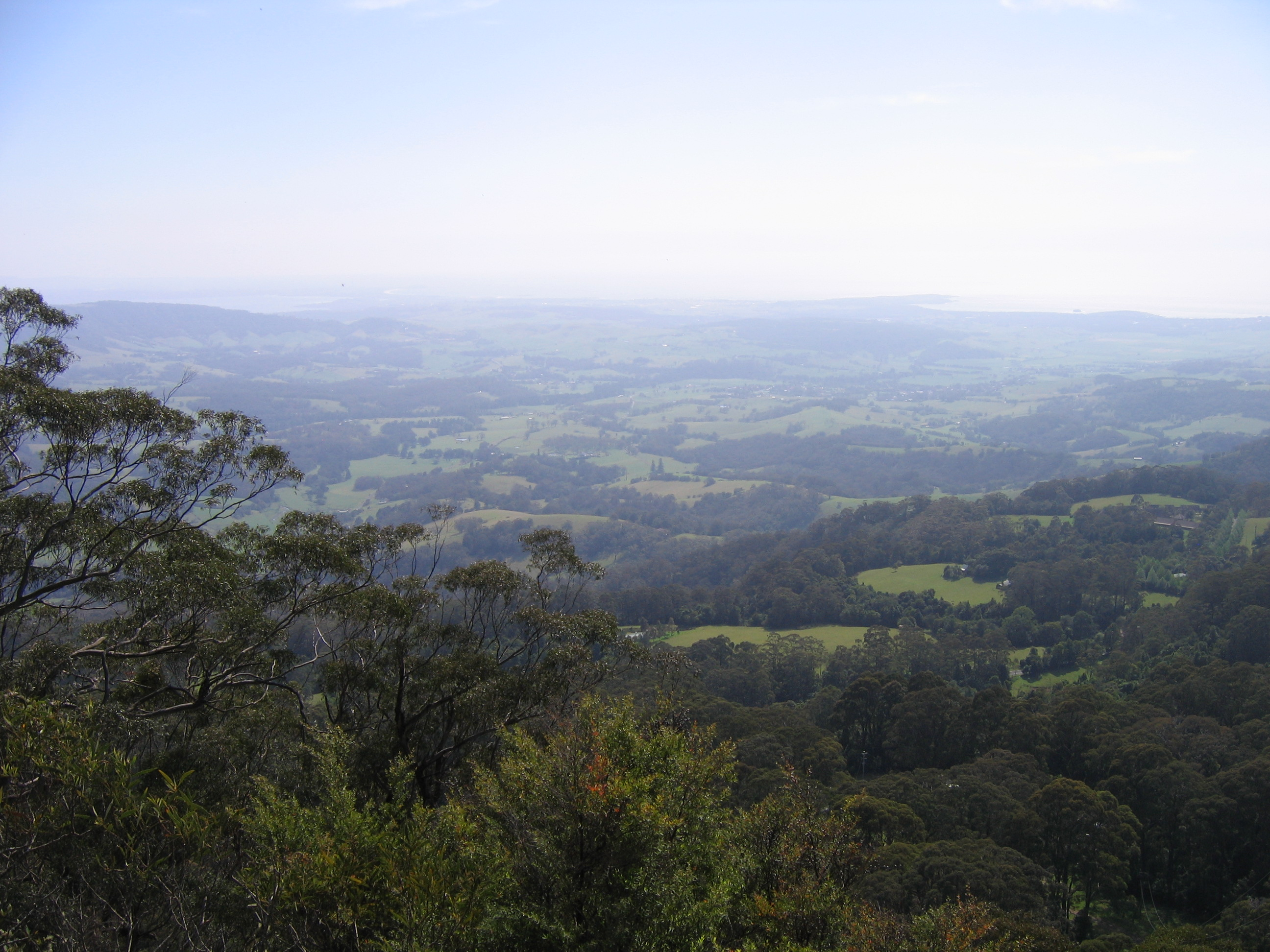
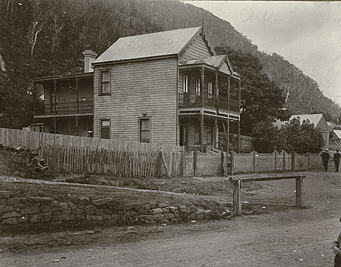
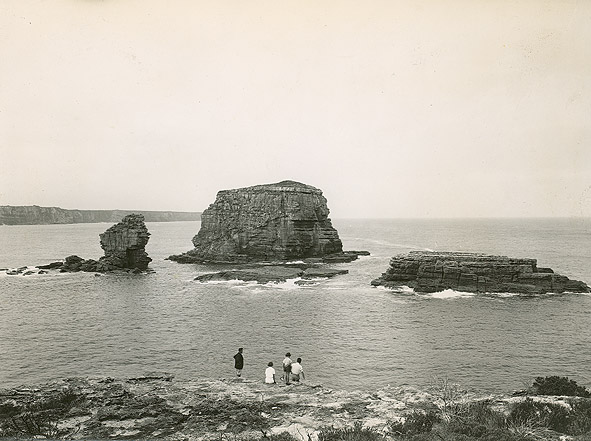